# Valma Bass
Valma Bass (* 12. März 1974) ist eine ehemalige Sprinterin von den Amerikanischen Jungferninseln, bis zum 8. Mai 2003 hatte sie die Staatsangehörigkeit von St. Kitts und Nevis inne.

## Karriere
Sie war bei den Olympischen Spielen 1996 in Atlanta zusammen mit Bernadeth Prentice, Bernice Morton und Elricia Francis Teil der 4-mal-100-Meter-Staffel. Diese startete im dritten Vorlauf, erreichte aber nicht das Ziel. Bei der 4-mal-400-Meter-Staffel war neben Prentice auch Diane Francis und Tamara Wigley Teil dieser. Im zweiten Vorlauf wurde eine Zeit von 3:35,12 erreicht, was den siebten und letzten Platz bedeutete.
Bei den Spielen 2000 in Sydney trat sie im 100-Meter- als auch im 200-Meter-Lauf an. Über 100 Meter erreichte sie im ersten Vorlauf mit 11,45 Sekunden den dritten Platz und kam somit ins Viertelfinale, wo sie mit 11,60 Sekunden Siebte wurde und ausschied. Bei den 200 Meter landete sie im fünften Vorlauf mit 23,37 Sekunden auf Platz vier. Im Viertelfinale erreichte sie mit 23,57 Sekunden Rang acht und wurde Letzte.
Bei den Weltmeisterschaften 2001 startete sie beim 100-Meter-Lauf im achten Vorlauf und erreichte mit einer Zeit von 11,89 Sekunden Platz fünf jedoch nicht die nächste Runde. Bei den Weltmeisterschaften 2003 für die Amerikanischen Jungferninseln über die 200 Meter im dritten Vorlauf am Start, erreichte sie eine Zeit von 24,16 Sekunden und schied aus.
Bis 2009 nahm sie an mehreren Turnieren teil, erreichte jedoch keine größeren Wettbewerbe mehr.